# エドゥアルド・ベンデマン
エドゥアルド・ベンデマン（Eduard Julius Friedrich Bendemann、1811年12月3日 - 1889年12月27日）は、ドイツの画家。

## 略歴
ベルリンで生まれた。父親はユダヤ人の銀行家で、母親も銀行家の娘だった。両親はベンデマンが生まれる前にキリスト教に改宗していた。父親が自らの邸宅に招いた客の中に、後にベンデマンを指導する、画家のフリードリッヒ・ヴィルヘルム・フォン・シャドーがいた。シャドーの教えるベルリンの美術学校で学んだ後、シャドーがデュッセルドルフ美術アカデミーの校長に任じられたため、1827年に、クリスティアン・ケーラーや、ハインリヒ・ミュッケ、カール・フェルディナンド・ゾーン、ユリウス・ヒュブナーらと共にデュッセルドルフ美術アカデミーに移った。
1829年に、シャドーとローマへの旅行を行い、ローマでルネッサンスの巨匠の作品と出会い、キリスト教美術の復興を試みる「ナザレ派」の画家たちと知り合った。1831年にドイツに戻り、デュッセルドルフで画家として過ごした。後にフランスへも旅し、長くパリに滞在した。
1832年にベルリン美術展(Großen Kunstausstellung zu Berlin)に"Trauernde Juden im Exil"（追放を悲しむユダヤ人家族）を出展し、高い評価を受けた。"Jeremias on the ruins of Jerusalem" (1835/36)は後にプロイセン王フリードリヒ・ヴィルヘルム4世となる皇太子に買い上げられ、ベルリンで展示された。
1838年にデュッセルドルフ美術アカデミーの講師となり、1859年に校長に任じられ、1867年までその仕事を続けた。

## 作品

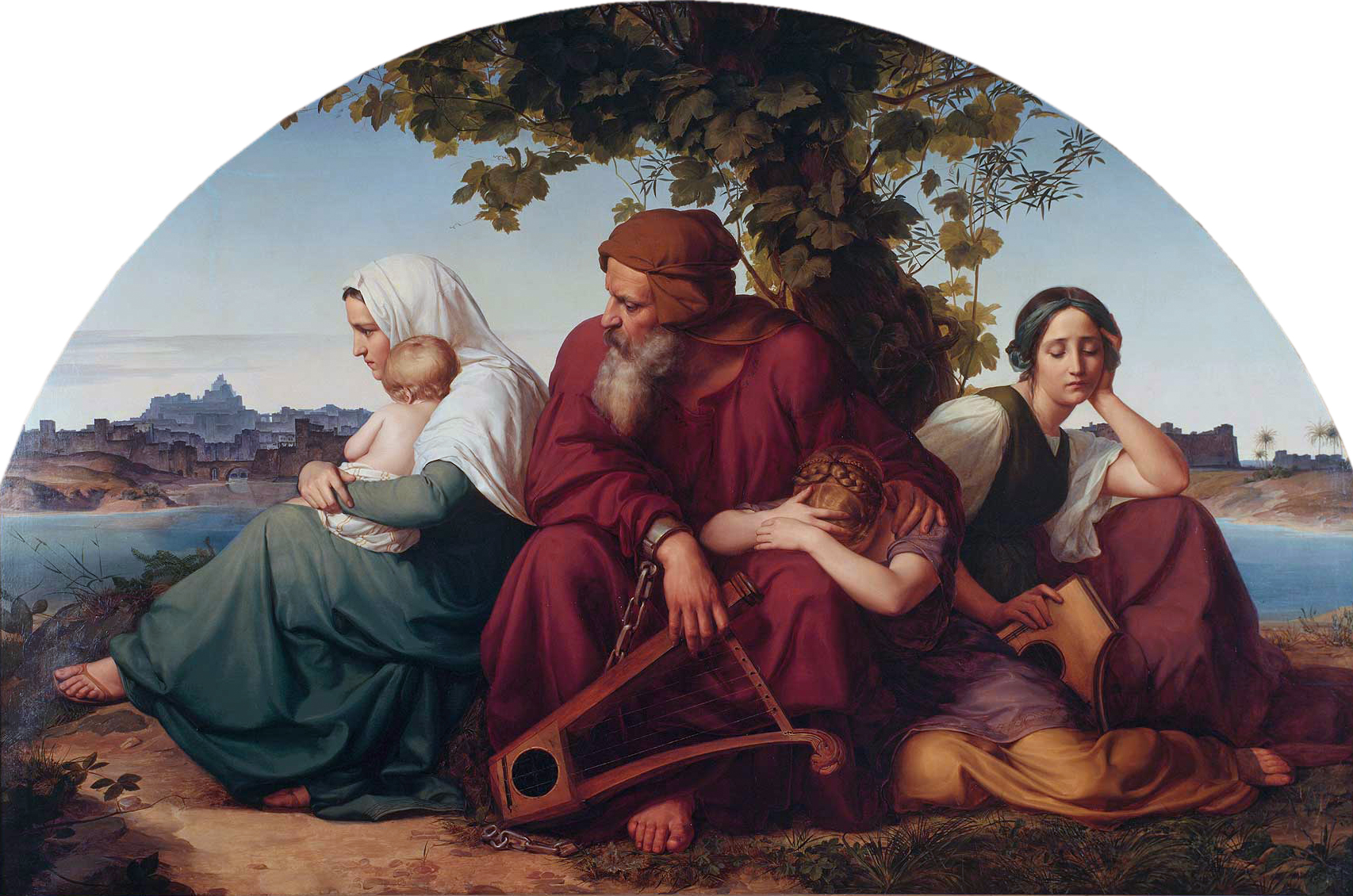
Die trauernden Juden im Exil"
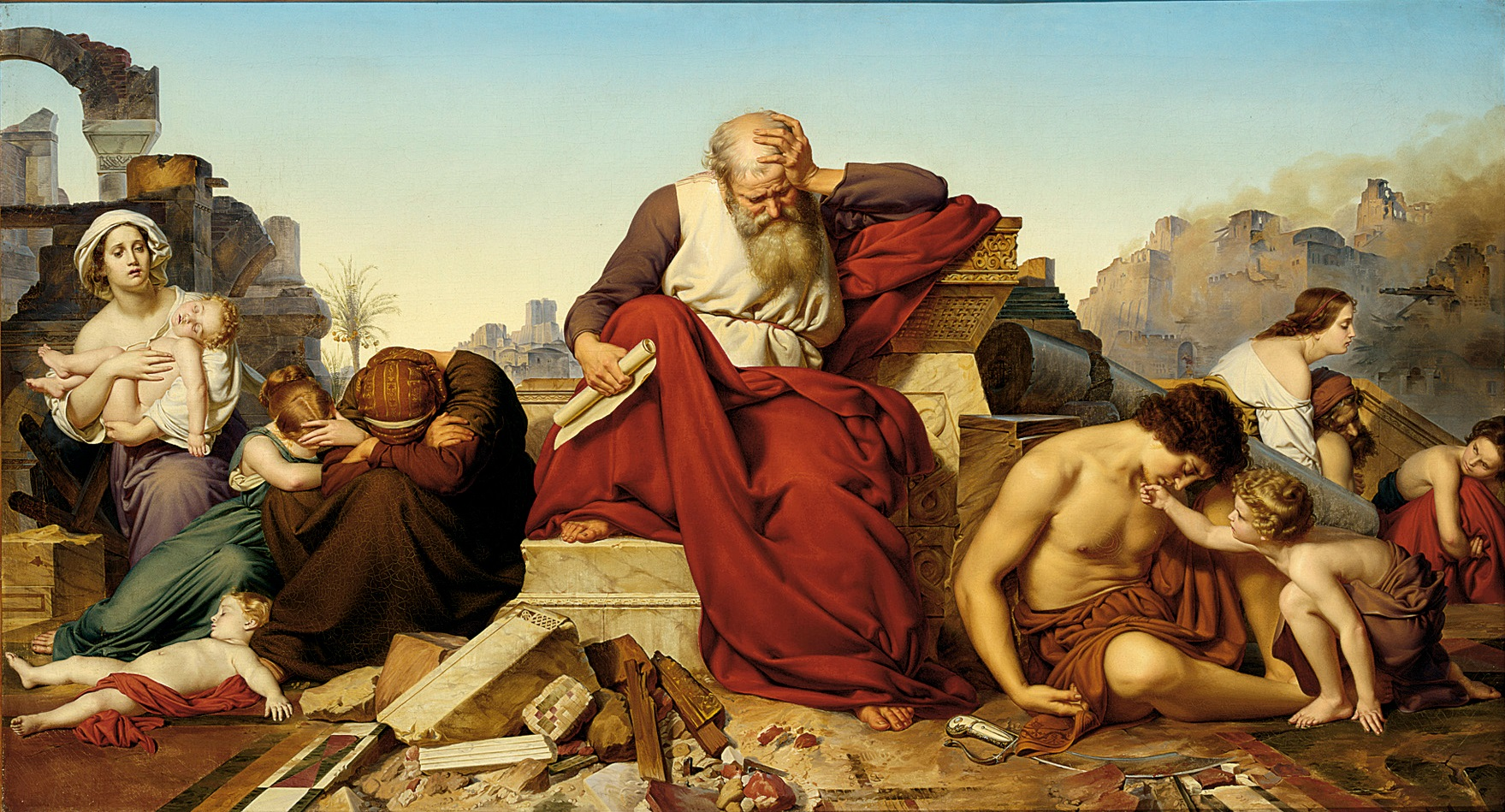
"Jeremias on the ruins of Jerusalem"